# Pećane
Pećane is een plaats in de gemeente Udbina in de Kroatische provincie Lika-Senj. De plaats telt 45 inwoners (2001).